# Yan'an
Yan'an (en chino, 延安; pinyin, Yán'ān) es una ciudad-prefectura en la provincia de Shaanxi, República Popular de China. Su área es de 37 030 km² y su población total para 2010 superó los 2,18 millones de habitantes. 
Yan'an es hoy en día una ciudad con rango de prefectura que administra varios cantones, incluyendo el de Zhidan, antiguamente conocido como Bao'an, que fue la capital de los comunistas chinos antes de que Yan'an asumiera esa función.
Yan'an fue el punto final de la Larga Marcha, y el centro de la China comunista desde 1935 hasta el 19 de marzo de 1947, cuando por un corto período fue ocupada por el Kuomintang. Actualmente los chinos consideran Yan'an como la cuna de la revolución.

## Historia
En la China medieval Yan'an se llamaba Yanzhou, y constituía un lugar de gran importancia estratégica para el imperio chino y los tangutos de la dinastía Xia Occidental. El general, científico y estadista de la dinastía Song Shen Kuo (1031-1095 d. C.) la defendió con éxito, pero las victorias de este de nada sirvieron, ya que fue finalmente entregada a los tangutos en 1082 por el nuevo canciller Cai Que como parte de las condiciones de un tratado de paz. 
Yan'an y la totalidad de Shaanxi fueron tomadas por los mongoles a finales de la década de 1220. La ciudad pasó posteriormente a manos de las dinastías Manchú y Qing. Tras la caída de la dinastía Qing la ciudad formó parte de la recién creada República de China.
Tras la Larga Marcha Yan'an se convirtió en zona de entrenamiento intensivo para los soldados y miembros del partido comunista. En 1941, Mao Zedong hizo especial hincapié en una serie de programas de entrenamiento para "corregir tendencias heterodoxas" y, esencialmente, moldear al campesinado según el modelo comunista. Unos de los primeros programas que lanzó el Partido Comunista Chino fue el Movimiento de Rectificación de Yan'an.
Durante la Segunda Guerra Mundial casi todos los edificios -con excepción de una pagoda- fueron destruidos por los bombardeos japoneses y la mayor parte de los habitantes optaron por vivir en yaodongs, cuevas artificiales o refugios cavados en las colinas, que eran viviendas tradicionales en Shaanxi. Mientras Yan'an fue el centro de la vida comunista en China muchos periodistas occidentales importantes -Edgar Snow y Anna Louise Strong entre ellos- se reunieron con Mao y otros importantes líderes para entrevistarlos.
Asimismo Yan'an acogió al Grupo de Observación del Ejército de los Estados Unidos, también conocido como la Misión Dixie. Se trataba de una misión conjunta civil-militar que se envió para establecer lazos con los comunistas y estudiar posibles planes de cooperación contra los japoneses. Los americanos estuvieron presentes en Yan'an de 1944 a 1947.

## Administración
La ciudad prefectura de Yan'an se divide en 13 localidades que se administran en 2 distritos urbanos, 1 ciudad suburba y 10 condados rurales.

### Distritos
Los distritos de Yan'an son Baota  y Ansai.

### Ciudad-condado
Yan'an tiene la ciudad-condado de Zichang.

### Condados
Yan'an tiene 10 condados: Yichuan, Yanchuan, Condado Zhidan, Wuqi, Condado Ganquan, Fu, Condado Luochuan, Yichuan, Condado Huanglong y Huangling.